# Amtsbezirk Neufelden
Der Amtsbezirk Neufelden war eine Verwaltungseinheit im Mühlviertel in Oberösterreich.
Der Amtsbezirk war der Kreisbehörde für den Mühlkreis, die sich in Linz befand, unterstellt und besorgte deren Amtsgeschäfte vor Ort. Die Zuständigkeit erstreckte sich neben Neufelden auf die damaligen Gemeinden Altenfelden, Auberg, St. Johann, Kirchberg, Kleinzell, St. Martin, Neuhaus, Niederwaldkirchen, St. Peter, Pührnstein, St. Ulrich, St. Veit und Windischberg. Damit umfasste er damals einen Markt und 142 Dörfer.